# Nahr Aarqa
Nahr Aarqa ou le fleuve de Aarqa est un fleuve libanais prenant sa source à Nabaa El Fouar dans la montagne surplombant Halba et se jetant dans la mer Méditerranée un peu moins de 20 km au nord de Tripoli. Il est appelé Nahr El Houaich à la source et il traverse la vallée de Aarqa. Sa longueur totale est de 25 km.Il s'assèche probablement en été et est probablement pollué. Il n'est pas navigable.